# Oreste Giorgi
Oreste Giorgi (19 de maio de 1856 - 30 de dezembro de 1924) foi um cardeal da Igreja Católica Romana que também foi oficial da Penitenciaria Apostólica.
Oreste Giorgi em Valmontone , Itália. Ele foi educado no Pontifício Seminário Romano, em Roma .

## Sacerdócio
Ele foi ordenado sacerdote em 21 de dezembro de 1878. Ele serviu como membro do corpo docente do Colégio Romano, de 1879 a 1891. Ele também serviu como um oficial na Penitenciária Apostólica a partir de dezembro de 1891. Ele foi criado Privy Chamberlain supra numerum em 9 de fevereiro de 1897. Ele foi elevado ao nível de prelado Doméstica de Sua Santidade em 8 de outubro de 1903 e finalmente ao nível Apostólico Protonotário. em 5 de novembro de 1903. Ele era o subsecretário da Congregação para os Bispos de 3 de junho de 1907, bem como seus deveres na congregação que ele era um Auditor da Rota Romana.. Ele foi nomeado como Secretário da Congregação do Conselho em 7 de dezembro de 1911.

## Cardinalizado
Ele foi criado e proclamado cardeal-diácono de Santa Maria em Cosmedin pelo Papa Bento XV no consistório de 4 de dezembro de 1916. Ele foi nomeado como Penitenciária Maior em 12 de março de 1918. Ele participou do conclave de 1922 que elegeu o Papa Pio XI. Ele optou pela ordem de padres cardeais e sua diaconia foi elevada hac vice pro ao título em 25 de maio de 1923.

## Episcopado
Ele foi nomeado arcebispo titular de Ancyra em 26 de abril de 1924 e foi consagrado no dia seguinte na capela Sistina pelo papa Pio. Ele morreu em 1924 e é enterrado no túmulo de sua família na igreja colegiada, Valmontone.